# 格雷諾拉 (堪薩斯州)
格雷諾拉（英語：Grenola）是一個位於美國堪薩斯州艾克縣的城市。

## 地方資料
根據2020年美國人口普查的數據，格雷諾拉的面積為1.21平方千米，當中陸地面積為1.20平方千米，而水域面積為0.01平方千米。當地共有人口151人，而人口密度為每平方千米124.79人。